# Hexatoma basilaris
Hexatoma basilaris är en tvåvingeart som först beskrevs av Christian Rudolph Wilhelm Wiedemann 1821.  Hexatoma basilaris ingår i släktet Hexatoma och familjen småharkrankar. Inga underarter finns listade i Catalogue of Life.